# Autòmat d'Ulam–Warburton

Primeres iteracions de la seqüència UWCA.

L'autòmat cel·lular d'Ulam–Warburton (UWCA), o simplement Autòmat d'Ulam–Warburton, és un patró fractal bidimensional que creix en una graella regular rectangular. El patró s'inicia amb una única cel·la activada, i a cada nova iteració s'activen les cel·les inactivades en què només un dels costats és adjacent ortogonalment a una d'activada, el que es coneix com a veïnatge de Von Neumann. A diferència d'altres autòmats cel·lulars, l'activació de les cel·les és permanent, és a dir que no hi ha cap condició per la qual una cel·la activada s'inactivi. L'autòmat rep el nom en honor del matemàtic i científic Stanislaw Ulam i l'enginyer Mike Warburton.

## Propietats
Per a cada iteració {\displaystyle n}, el nombre de cel·les que s'activen {\displaystyle u(n)} segueix la següent fórmula:
{\displaystyle u(n)={\begin{cases}n,&{\text{si }}n<2\\{\frac {4}{3}}\cdot 3^{wt(n-1)},&{\text{si }}n\geq 2\end{cases}}}
on {\displaystyle wt(n)} és el pes de Hamming, el qual compta el nombre de 1 en l'expansió binària de {\displaystyle n}.
{\displaystyle wt(n)=n-\sum _{k=1}^{\infty }\left\lfloor {\frac {n}{2^{k}}}\right\rfloor }
El mínim límit superior de sumació per {\displaystyle k} és aquell al qual {\displaystyle 2^{k}>n}.
El nombre total de cel·les activades {\displaystyle U(n)} segueix la fórmula següent:
{\displaystyle U(n)=\sum _{i\mathop {=} 0}^{n}u(i)={\frac {4}{3}}\sum _{i\mathop {=} 0}^{n-1}3^{wt(i)}-{\frac {1}{3}}}
La següent taula de {\displaystyle wt(n)}, {\displaystyle u(n)} i {\displaystyle U(n)} mostra que diferents entrades de {\displaystyle wt(n)} poden conduir al mateix resultat. Aquesta propietat exhaustiva sorgeix de la norma simple de creixement de l'autòmat: una cel·la s'activa si comparteix alguna veïna activa, independentment de quines i quantes.
| {\displaystyle n} | {\displaystyle wt(n)} | {\displaystyle u(n)} | {\displaystyle U(n)} | {\displaystyle n} | {\displaystyle wt(n)} | {\displaystyle u(n)} | {\displaystyle U(n)} |
| ----------------- | --------------------- | -------------------- | -------------------- | ----------------- | --------------------- | -------------------- | -------------------- |
| 0                 | 0                     | 0                    | 0                    | 10                | 2                     | 12                   | 101                  |
| 1                 | 1                     | 1                    | 1                    | 11                | 3                     | 12                   | 113                  |
| 2                 | 1                     | 4                    | 5                    | 12                | 2                     | 36                   | 149                  |
| 3                 | 2                     | 4                    | 9                    | 13                | 3                     | 12                   | 161                  |
| 4                 | 1                     | 12                   | 21                   | 14                | 3                     | 36                   | 197                  |
| 5                 | 2                     | 4                    | 25                   | 15                | 4                     | 36                   | 233                  |
| 6                 | 2                     | 12                   | 37                   | 16                | 1                     | 108                  | 341                  |
| 7                 | 3                     | 12                   | 49                   | 17                | 2                     | 4                    | 345                  |
| 8                 | 1                     | 36                   | 85                   | 18                | 2                     | 12                   | 357                  |
| 9                 | 2                     | 4                    | 89                   | 19                | 3                     | 12                   | 369                  |

Per totes les seqüències d'enters de la forma {\displaystyle n_{m}=m\cdot 2^{k}} on {\displaystyle m\geq 1} i {\displaystyle k\geq 0} es pot definir la fórmula:
{\displaystyle a_{m}=\sum _{i\mathop {=} 0}^{m-1}3^{wt(i)}}
Llavors el nombre total de cel·les actives en la seqüència d'enters {\displaystyle n_{m}} és donada per:
{\displaystyle U_{m}(n_{m})={\frac {a_{m}}{m^{2}}}{\frac {4}{3}}n_{m}^{2}-{\frac {1}{3}}}
O en termes de {\displaystyle k} tenim que
{\displaystyle U_{m}(k)=a_{m}{\frac {4}{3}}2^{2k}-{\frac {1}{3}}}
A partir d'aquí s'obté la següent taula de seqüències d'enters {\displaystyle n_{m}} i {\displaystyle U_{m}}.
| {\displaystyle k} | {\displaystyle n_{1}} | {\displaystyle U_{1}} | {\displaystyle n_{3}} | {\displaystyle U_{3}} | {\displaystyle n_{5}} | {\displaystyle U_{5}} | {\displaystyle n_{7}} | {\displaystyle U_{7}} |
| ----------------- | --------------------- | --------------------- | --------------------- | --------------------- | --------------------- | --------------------- | --------------------- | --------------------- |
| 0                 | 1                     | 1                     | 3                     | 9                     | 5                     | 25                    | 7                     | 49                    |
| 1                 | 2                     | 5                     | 6                     | 37                    | 10                    | 101                   | 14                    | 197                   |
| 2                 | 4                     | 21                    | 12                    | 149                   | 20                    | 405                   | 28                    | 789                   |
| 3                 | 8                     | 85                    | 24                    | 597                   | 40                    | 1621                  | 56                    | 3157                  |
| 4                 | 16                    | 341                   | 48                    | 2389                  | 80                    | 6485                  | 112                   | 12629                 |
| 5                 | 32                    | 1365                  | 96                    | 9557                  | 160                   | 25941                 | 224                   | 50517                 |

## Fites superiors i inferiors

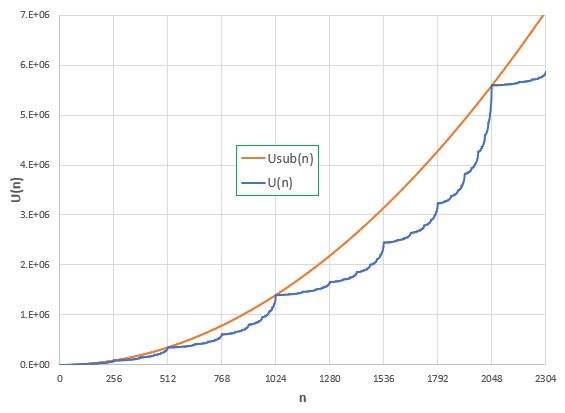
Nombre total de cel·les activades en UWCA.

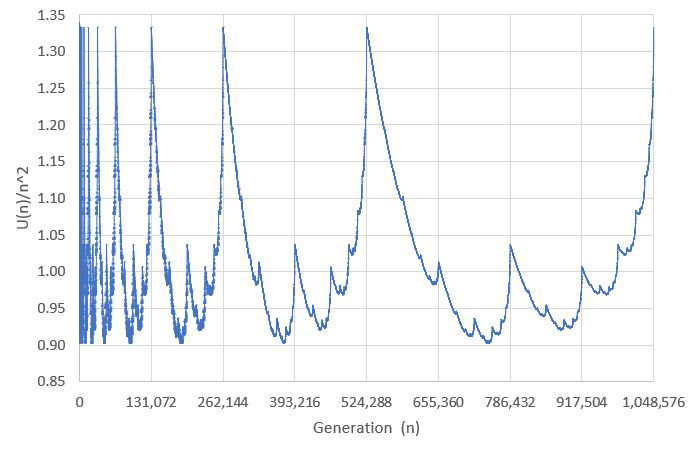
Fites superiors i inferiors de

{\displaystyle U(n)} té un comportament fractal amb una fita superior robusta per valors de {\displaystyle n\geq 1} donada per
{\displaystyle U_{\text{sub}}(n)={\frac {4}{3}}n^{2}-{\frac {1}{3}}}
La fita superior arriba a {\displaystyle U(n)} quan {\displaystyle n=2^{k}}. Això correspon a les generacions on les cel·les actives retornen a la seva forma base, en aquell cas és quan cobreixen una major extensió del pla.

### Límit superior i límit inferior
Tenim que:
{\displaystyle 0.9026116569...=\liminf _{n\to \infty }{\frac {U(n)}{n^{2}}}<\limsup _{n\to \infty }{\frac {U(n)}{n^{2}}}={\frac {4}{3}}}
El límit inferior va ser calculat per Robert Price l'any 2015, i es creu que és el doble del límit inferior de {\displaystyle {\frac {T(n)}{n^{2}}}} on {\displaystyle T(n)} és el nombre d'escuradents total en la generació {\displaystyle n} de la seqüència d'escuradents.

## Variants

Primeres iteracions de la seqüència Outward-UWCA, versió amb quadrant únic. L'estructura que es forma és el triangle de Sierpinski.

### UWCA hexagonal
L'autòmat hexagonal d'Ulam–Warburton (Hex-UWCA) és un patró fractal bidimensional que creix en una graella regular de cel·les hexagonals. S'hi aplica la mateixa norma de creixement que a UWCA, i el patró obtingut és un hexàgon en les generacions {\displaystyle n=2^{k}}.
UWCA té dues línies de reflexió que passen a través de les cantonades de la cel·la inicial, dividint el quadrat en quatre quadrants. De manera similar, Hex-UWCA té tres línies de reflexió que divideixen l'hexàgon en sis seccions, i la norma de creixement és simètrica en cadascuna d'elles. Les cel·les les quals el centre cau exactament a la línia de reflexió no s'activen mai.

### Versió externa
La versió externa (Outward-UWCA) funciona de la mateixa manera que la normal, però les cel·les activables que van contra corrent de creixement no s'activen.
El resultat és similar al de UWCA però amb més espais buits en l'interior de la figura. Concretament, té la particularitat de que la figura formada en cadascun dels quadrants forma una estructura similar al triangle de Sierpinski.